# Grande Prêmio dos Estados Unidos de 2006
Resumo do Grande Prêmio dos Estados Unidos de Fórmula 1 realizado em Indianápolis em 2 de julho de 2006. Décima etapa temporada, foi vencido pelo alemão Michael Schumacher, que subiu ao pódio junto a Felipe Massa numa dobradinha da Ferrari, com Giancarlo Fisichella em terceiro pela Renault.

## Resumo
- O carro de Jarno Trulli ainda estava a ser reparado quando os carros foram enviados ao parque fechado. Por causa disso, Trulli teve que começar do pit lane. Seu lugar no grid foi preenchido.
- A causa dos sete primeiros abandonos foram dois incidentes separados na 1ª e 2ª curvas.
- Primeiro ponto: Scuderia Toro Rosso.
- Última corrida de Juan Pablo Montoya.[4]

## Pilotos de sexta-feira
| Construtor          | N° | Piloto           |
| ------------------- | -- | ---------------- |
| Williams-Cosworth   | 35 | Alexander Wurz   |
| Honda               | 36 | Anthony Davidson |
| Red Bull-Ferrari    | 37 | Robert Doornbos  |
| BMW Sauber          | 38 | Robert Kubica    |
| Midland-Toyota      | 39 | Giorgio Mondini  |
| Toro Rosso-Cosworth | 40 | Neel Jani        |
| Super Aguri-Honda   | 41 | Sakon Yamamoto   |

## Classificação da prova

### Treinos classificatórios
| Pos.   | Nº | Piloto               | Equipe              | Q1       | Q2       | Q3       | Grid |
| ------ | -- | -------------------- | ------------------- | -------- | -------- | -------- | ---- |
| 1      | 5  | Michael Schumacher   | Ferrari             | 1:11.588 | 1:10.636 | 1:10.832 | 1    |
| 2      | 6  | Felipe Massa         | Ferrari             | 1:11.088 | 1:11.146 | 1:11.435 | 2    |
| 3      | 2  | Giancarlo Fisichella | Renault             | 1:12.287 | 1:11.200 | 1:11.920 | 3    |
| 4      | 11 | Rubens Barrichello   | Honda               | 1:12.156 | 1:11.263 | 1:12.109 | 4    |
| 5      | 1  | Fernando Alonso      | Renault             | 1:12.416 | 1:11.877 | 1:12.449 | 5    |
| 6      | 17 | Jacques Villeneuve   | BMW Sauber          | 1:12.114 | 1:11.724 | 1:12.479 | 6    |
| 7      | 12 | Jenson Button        | Honda               | 1:12.238 | 1:11.865 | 1:12.523 | 7    |
| 8      | 7  | Ralf Schumacher      | Toyota              | 1:11.879 | 1:11.673 | 1:12.795 | 8    |
| 9      | 3  | Kimi Räikkönen       | McLaren-Mercedes    | 1:12.777 | 1:12.135 | 1:13.174 | 9    |
| 10     | 16 | Nick Heidfeld        | BMW Sauber          | 1:11.891 | 1:11.718 | 1:15.280 | 10   |
| 11     | 4  | Juan Pablo Montoya   | McLaren-Mercedes    | 1:12.477 | 1:12.150 |          | 11   |
| 12     | 9  | Mark Webber          | Williams-Cosworth   | 1:12.935 | 1:12.292 |          | 12   |
| 13     | 21 | Scott Speed          | Toro Rosso-Cosworth | 1:13.167 | 1:12.792 |          | 13   |
| 14     | 19 | Christijan Albers    | Midland-Toyota      | 1:12.711 | 1:12.854 |          | 14   |
| 15     | 18 | Tiago Monteiro       | Midland-Toyota      | 1:12.627 | 1:12.864 |          | 15   |
| 16     | 15 | Christian Klien      | Red Bull-Ferrari    | 1:12.773 | 1:12.925 |          | 16   |
| 17     | 14 | David Coulthard      | Red Bull-Ferrari    | 1:13.180 |          |          | 17   |
| 18     | 22 | Takuma Sato          | Super Aguri-Honda   | 1:13.496 |          |          | 18   |
| 19     | 10 | Nico Rosberg         | Williams-Cosworth   | 1:13.506 |          |          | 21   |
| 20     | 8  | Jarno Trulli         | Toyota              | 1:13.787 |          |          | PL   |
| 21     | 20 | Vitantonio Liuzzi    | Toro Rosso-Cosworth | 1:14.041 |          |          | 20   |
| 22     | 23 | Franck Montagny      | Super Aguri-Honda   | 1:16.036 |          |          | 19   |
| Fonte: |    |                      |                     |          |          |          |      |

### Corrida
| Pos.   | Nº | Piloto               | Construtor          | Voltas | Tempo/Diferença   | Grid | Pontos |
| ------ | -- | -------------------- | ------------------- | ------ | ----------------- | ---- | ------ |
| 1      | 5  | Michael Schumacher   | Ferrari             | 73     | 1:34:35.199       | 1    | 10     |
| 2      | 6  | Felipe Massa         | Ferrari             | 73     | + 7.984           | 2    | 8      |
| 3      | 2  | Giancarlo Fisichella | Renault             | 73     | + 16.595          | 3    | 6      |
| 4      | 8  | Jarno Trulli         | Toyota              | 73     | + 23.604          | 22   | 5      |
| 5      | 1  | Fernando Alonso      | Renault             | 73     | + 28.410          | 5    | 4      |
| 6      | 11 | Rubens Barrichello   | Honda               | 73     | + 36.513          | 4    | 3      |
| 7      | 14 | David Coulthard      | Red Bull-Ferrari    | 72     | + 1 volta         | 17   | 2      |
| 8      | 20 | Vitantonio Liuzzi    | Toro Rosso-Cosworth | 72     | + 1 volta         | 20   | 1      |
| 9      | 10 | Nico Rosberg         | Williams-Cosworth   | 72     | + 1 volta         | 21   |        |
| Ret    | 7  | Ralf Schumacher      | Toyota              | 62     | Rolamento de roda | 8    |        |
| Ret    | 19 | Christijan Albers    | Midland-Toyota      | 37     | Transmissão       | 14   |        |
| Ret    | 17 | Jacques Villeneuve   | BMW Sauber          | 23     | Motor             | 6    |        |
| Ret    | 18 | Tiago Monteiro       | Midland-Toyota      | 9      | Danos de colisão  | 15   |        |
| Ret    | 22 | Takuma Sato          | Super Aguri-Honda   | 6      | Colisão           | 18   |        |
| Ret    | 12 | Jenson Button        | Honda               | 3      | Danos de colisão  | 7    |        |
| Ret    | 3  | Kimi Räikkönen       | McLaren-Mercedes    | 0      | Colisão           | 9    |        |
| Ret    | 16 | Nick Heidfeld        | BMW Sauber          | 0      | Colisão           | 10   |        |
| Ret    | 4  | Juan Pablo Montoya   | McLaren-Mercedes    | 0      | Colisão           | 11   |        |
| Ret    | 9  | Mark Webber          | Williams-Cosworth   | 0      | Colisão           | 12   |        |
| Ret    | 21 | Scott Speed          | Toro Rosso-Cosworth | 0      | Colisão           | 13   |        |
| Ret    | 15 | Christian Klien      | Red Bull-Ferrari    | 0      | Colisão           | 16   |        |
| Ret    | 23 | Franck Montagny      | Super Aguri-Honda   | 0      | Colisão           | 19   |        |
| Fonte: |    |                      |                     |        |                   |      |        |

## Tabela do campeonato após a corrida
| Pos.   | Piloto               | Pontos |
| ------ | -------------------- | ------ |
| 1      | Fernando Alonso      | 88     |
| 2      | Michael Schumacher   | 69     |
| 3      | Giancarlo Fisichella | 43     |
| 4      | Kimi Räikkönen       | 39     |
| 5      | Felipe Massa         | 36     |
| Fonte: |                      |        |

| Pos.   | Construtor       | Pontos |
| ------ | ---------------- | ------ |
| 1      | Renault          | 131    |
| 2      | Ferrari          | 105    |
| 3      | McLaren–Mercedes | 65     |
| 4      | Honda            | 32     |
| 5      | BMW Sauber       | 19     |
| Fonte: |                  |        |

- Nota: Somente as primeiras cinco posições estão listadas.